# Gilbert (Arkansas)
Gilbert – miasto w Stanach Zjednoczonych, w stanie Arkansas, w hrabstwie Searcy.